# Список умерших в 568 году

## Дата смерти неизвестна или требует уточнения
- Адда, король Берниции (560—568).
- Вультрогота, супруга франкского короля Хильдеберта I.
- Галесвинта, вторая жена (с 567 года) короля франков Хильперика I.
- Кнебба, король англов (538—568).
- Пасценций II, епископ Пуатье (между 561 и 567 — не позднее 569).
- Эсквин, король Эссекса (547—568).